# Miss Bolivia 2010
La 31.ª edición del certamen Miss Bolivia, correspondiente al año 2010, se celebró en el Saló Sirionó en la ciudad de Santa Cruz De La Sierra, el 26 de agosto de 2010. Concursantes de los nueve departamentos bolivianos compitieron por este título de belleza. Al finalizar la velada, la Miss Bolivia 2009, Claudia Arce Lemaitre, de Chuquisaca, entregó la corona a su sucesora a Miss Santa Cruz, Olivia Pinheiro Menacho.

## Ganadoras
| Resultado Final       | Departamento          | Candidata                       |
| --------------------- | --------------------- | ------------------------------- |
| Miss Universo Bolivia | - Miss Santa Cruz     | - Olivia Pinheiro Menacho       |
| Miss Mundo Bolivia    | - Miss Beni           | - María Teresa Roca Cordova     |
| Miss Tierra Bolivia   | - Miss Bicentenario   | - Peggy Yovana O'Brien Méndez   |
| Miss Turismo Bolivia  | - Miss Litoral        | - Beatriz Olmos Balcázar        |
| Primera Finalista     | - Señorita Cochabamba | - Darlin Rojas Ramírez          |
| Segunda Finalista     | - Miss Potosí         | - Gabriela Nataly Olmos Ortubé  |
| Tercera Finalista     | - Señorita Santa Cruz | - Aracely Almaraz Aguilera      |
| Cuarta Finalista      | - Miss Oruro          | - Grace Katherine Terán Vergara |

## Títulos Previos
| Título                  | Departamento                                  | Candidata                                                           |
| ----------------------- | --------------------------------------------- | ------------------------------------------------------------------- |
| Miss Elegancia          | Miss Bicentenario                             | Peggy Yovana O'Brien Méndez                                         |
| Miss Silueta            | Miss Santa Cruz                               | Olivia Pinheiro Menacho                                             |
| Miss Fotogénica         | Srta. Cochabamba                              | Darlin Rojas Ramírez                                                |
| Miss Amistad y Simpatía | Srta. La Paz                                  | Raiza Terceros Ordóñez                                              |
| Mejor Cabellera         | - Miss La Paz - Srta. Chuquisaca - Miss Pando | - Marioly Ulloa Elías - Gina Rendón Loayza - Susana Herrera Clavijo |
| Mejor Rostro            | Miss Santa Cruz                               | Olivia Pinheiro Menacho                                             |
| Mejor Sonrisa           | Miss Bicentenario                             | Peggy Yovana O'Brien Méndez                                         |
| Mejor Traje Típico      | Miss Beni                                     | María Teresa Roca                                                   |
| Chica AeroSur           | Miss Litoral                                  | Beatriz Olmos Balcázar                                              |

## Candidatas Oficiales
19 candidatas fueron elegidas en sus respectivos concursos departamentales incluyendo el Bicentenario que ahora están luchando por la máxima corona del miss Bolivia 2010, estas lindas bellezas están entre la edad de 17 y 26 años que están en promedio de edad del reglamento del miss universo.
| Título                       | Candidata                     | Edad    | Estatura (m) | Ciudad Natal            | Profesión/Estudio                                       |
| ---------------------------- | ----------------------------- | ------- | ------------ | ----------------------- | ------------------------------------------------------- |
| Miss Beni                    | María Teresa Roca Cordova     | 25 años | 1,77 metros  | Trinidad                | Es Abogada                                              |
| Señorita Beni                | Guísela Ribera Salvatierra    | 18 años | 1,74 metros  | Trinidad                | En Colegio                                              |
| Miss Bicentenario            | Peggy Yovana O'Brien Méndez   | 19 años | 1,80 metros  | Santa Cruz de la Sierra | Estudiante de Comunicación Social                       |
| Miss Cochabamba              | Paola Adriana Maita Enríquez  | 18 años | 1,77 metros  | Cochabamba              | Estudia Ingeniería Civil                                |
| Señorita Cochabamba          | Darlin Rojas Ramírez          | 18 años | 1,72 metros  | Cochabamba              | Estudia Cuarto Semestre Ingeniería Comercial            |
| Miss Chuquisaca              | Luz Mila Espinoza Valda       | 20 años | 1,72 metros  | Sucre                   |                                                         |
| Señorita Chuquisaca          | Gina Rendón Loayza            | 22 años | 1,70 metros  | Sucre                   |                                                         |
| Miss La Paz                  | Marioly Ulloa Elías           | 19 años | 1,72 metros  | La Paz                  | Estudiante de Ingeniería Industrial                     |
| Señorita La Paz              | Rayza Terceros Ordoñez        | 20 años | 1,66 metros  | El Alto                 | Estudia Comunicación Social                             |
| Miss Litoral                 | Beatriz Olmos Balcázar        | 21 años | 1,71 metros  | Santa Cruz              | Estudia Psicología                                      |
| Miss Oruro                   | Grace Katherine Terán Vergara | 18 años | 1,73 metros  | Oruro                   | Estudia Comunicación Social                             |
| Miss Pando                   | Susan Herrera Clavijo         | 24 años | 1,77 metros  | Pando                   |                                                         |
| Miss Potosí                  | Gabriela Nataly Olmos Ortubé  | 19 años | 1,73 metros  | Potosí                  | Estudiante de Ingeniería Comercial y Contaduría Pública |
| Señorita Potosí Bicentenario | Valeria Alvarado Burgos       | 22 años | 1.72 metros  | Tupiza                  | Egresada de Ingeniera Industria                         |
| Miss Santa Cruz              | María Olivia Pinheiro Menacho | 29 años | 1,75 metros  | Santa Cruz de la Sierra | Es Graduada de Psicóloga                                |
| Señorita Santa Cruz          | Aracely Almaraz Aguilera      | 22 años | 1,73 metros  | Santa Cruz de la Sierra | Licenciada en Derecho                                   |
| Miss Tarija                  | Valeria Calabi Nowotny        | 22 años | 1,68 metros  | Tarija                  | Es Ingeniera Comercial                                  |
| Señorita Tarija              | Nidia Arteaga                 | 23 años | 1,75 metros  | Tarija                  | Estudia la Auxiliar Contable                            |
| Miss Valle Cochabamba        | Marcela Palacios Alcoba       | 20 años | 1,69 metros  | Cochabamba              | Estudiante de Comunicación Social                       |

## Datos de Algunas Candidatas
Las candidatas concursaron o concursaran en algunos concursos internacionales.

### Concursos Internacionales
- Miss Santa Cruz - Olivia Pinheiro concurso en diversos tipos de concurso de como el "Miss Model of the World 1999", en Turquía; el "Queen of the World 2000" donde fue semifinalista y en el certamen Reina Internacional de las Flores 2001, en el Miss Intercontinental 2002, en Alemania, y en el International Female Model 2003, en Aruba. También concurso en el Reina Hispanoamericana 2010' quedando como primera finalista, en el 2011 concurso sin éxito en el Miss Universo 2011, quedando en top 10 de mejor traje típicos.  En el 2012 concurso en el Miss Caraïbes Hibiscus 2012 resultando ganadora

- Miss Beni – María Teresa Roca, concurso en el Miss Mundo 2010 sin éxito.

- Miss Bicentenario  || Peggy Yovana O'Brien concurso en el Miss Tierra 2010 sin éxito y en el Miss Teenager Universe 2010 sin éxito.

- Miss Litoral - Beatriz Olmos Balcázar y representó a Bolivia en el Miss Caraibbes Hisbiscus 2010 y concurso en el Miss Tourism Queen International 2010 en China, en el Miss Supranacional 2011 y participó en Perú del Miss Teen

### Concursos Nacionales
- Srta. Potosí - Valeria Alvarado Burgos -  participó en diversos concursos como ser: Reina Chiquitita 2009, Miss 15 años Rotary Club, Reina del Carnaval Rotariano, Reina Floral, Miss Sub-16, Reina de Deporte, Miss Promociones, Miss del Colegio Cepasup, Reina de la Primavera y ahora Srta. Potosí 2010.

- Miss Beni – María Teresa Roca, fue la Chica Facetas 2002, Miss Hawaiian Tropic Bolivia 2005 y Señorita Calendario EL DEBER 2008.

- Guísela Ribera Salvatierra - (Srta. Beni) Fue Miss Arroyo San Juan 2009 y actualmente es la Señorita Trinidad y Señorita Beni.

- Miss Oruro - fue finalista del concurso de Miss Chiquitita y fue elegida como La Predilecta del Carnaval de Oruro 2010, también fue elegida Miss Expoteco 2008.

- Miss Valle - Marcela Palacios Alcoba fue galardonada como Miss Valle Cochabamba 2010, en conmemoración a los 200 años del grito de libertad de la ciudad de Cochabamba.

- Miss Potosí - Gabriela Nataly Olmos, fue Reina de la Primavera, Reina de Colegios particulares y Reina de Ch’utillos 2007.

| Predecesor: Miss Bolivia 2009 Claudia Arce Lemaitre | Miss Bolivia 2010 26 de agosto de 2010 | Sucesor: Miss Bolivia 2011 Yessica Mouton |

- Datos: Q6018610